# José Figueroa
 (juin 2021).
Si vous disposez d'ouvrages ou d'articles de référence ou si vous connaissez des sites web de qualité traitant du thème abordé ici, merci de compléter l'article en donnant les références utiles à sa vérifiabilité et en les liant à la section « Notes et références ».
Pour les articles homonymes, voir Figueroa.
José Figueroa (né en 1792 et mort le 29 septembre 1835) est un général mexicain.
Il est le gouverneur de Haute-Californie de 1833 à 1835. Il a supervisé la sécularisation des missions espagnoles de Californie.
Il a écrit le premier livre à être publié en Californie.